# Cerkiew św. Michała Archanioła w Jamnej Górnej
Cerkiew św. Michała Archanioła w Jamnej Górnej – obecnie nieistniejąca drewniana filialna cerkiew greckokatolicka, która znajdowała się w Jamnej Górnej.
Cerkiew zbudowano w latach 1843-1846, była zbudowana w stylu bojkowskim, na miejscu poprzedniej cerkwi. Posiadała trzy ikonostasy – dwa stare z poprzednich cerkwi na ścianach bocznych nawy, i główny – najnowszy. Należała do greckokatolickiej parafii w Trójcy.
Cerkiew została zburzona w 1956.